# Andrónico Ducas
Andronikos Doukas, latinizado como Andrónico Ducas, (griego|Ανδρόνικος Δούκας) (muerto el 14 de octubre de 1077), fue un doméstico de las escolas (alto cargo militar) y noble que perteneció a la familia de los Ducas, la cual gobernó el imperio bizantino de 1059 a 1078.

## Acciones sobresalientes
Reconocido por su participación en la batalla de Manzikert, en la cual los griegos comandados por el emperador Romano IV Diógenes se enfrentaron a los selyúcidas del sultanato de Rum, donde fueron estrepitosamente derrotados. Andrónico, comandante de la retaguardia bizantina, trató de socorrer al grueso del ejército de Romano, que se encontraba acorralado, sin poder hacer mucho por ellos.
Sin embargo, es probable que Andrónico deliberadamente no ayudase a Romano, pues él era un emperador advenedizo proveniente del estrato militar y no perteneciente a la familia reinante, o que Andrónico se pasase al bando de los selyúcidas, traicionando a su imperio por motivos políticos y personales en pleno fragor de la batalla. 
Romano fue capturado por los musulmanes, y cuando fue liberado, ya se había coronado a un nuevo emperador, Miguel VII de la dinastía Ducas. Romano intentó recuperar el poder y es entonces cuando Andrónico Ducas y Constantino Ducas salen a enfrentarse al depuesto emperador y lo vencen, para que posteriormente falleciera debido a las heridas que le infringieron, entre ellas, cegarlo.

## Familia
Andrónico Ducas se casó con María de Bulgaria, hija de Trajano, el hijo del emperador Iván Vladislav de Bulgaria. Tuvo al menos siete hijos:
- Miguel Ducas, protostrator.[3]
- Constantino Ducas, sebastos.[4]
- Esteban Ducas, sebastos.[2]
- Juan Ducas, megaduque.[5]
- Irene Ducaina, que se casó con el emperador Alejo I Comneno.[6]
- Ana Ducaina,[2] que se casó con Jorge Paleólogo.
- Teodora Ducaina, una monja.[7]